# كايل زينوني
كايل زينوني (بالإنجليزية: Kyle Zenoni)‏ هو لاعب كرة قدم أمريكي في مركز الوسط، ولد في 16 فبراير 1984 في هارتلاند في الولايات المتحدة. لعب مع Milwaukee Panthers men's soccer ‏.